# La Bombonera (La Garriga)
La Bombonera es el nombre popular con que se conoce la casa construida en 1910 en La Garriga, por encargo de Cecilia Reig i Argelagós al arquitecto modernista Manuel Joaquim Raspall.
Ubicada en el número 3 del Paseo, dentro de la cuarta manzana Raspall, junto con la Casa Barbey, la Torre Iris y la Casa Antoni Barraquer, fueron declaradas Bienes Culturales de Interés Nacional en 1997. Es la más pequeña de las cuatro casas y, al igual que la Torre Iris, se construyó para alquilar a los veraneantes.

## Edificio
Se trata de una casa de nueva planta compuesta de sótano, planta baja, que en 1912 se amplió con un piso y con una torre mirador. Las cubiertas son de dos vertientes con teja árabe y carenado con azulejos verdes. En la fachada posterior aparece una galería de planta poligonal con vitrales emplomados que da a un jardín de pequeñas dimensiones.
Raspall asignó a cada casa de la isla un color distintivo: rosa para la Casa Barbey; amarillo para la torre Iris; verde para la Bombonera y azul para la casa Antonio Barraquer. En el exterior, el zócalo de la edificación es de piedra, como la mayoría de la obra Raspall y está estucada en color verde con esgrafiados de motivos geometricoflorales, enmarcando las ventanas, simulando una imposta y decorando la torre mirador. Al pie de la escalera exterior hay un farol de hierro forjado y cristales de colores.
Las puertas y ventanas son, de forma excepcional en Raspall, de medio punto y, estas últimas, se cierran con unas persianas de madera de librillo móvil con trabajos decorativos artesanales.
Como otras casas de Raspall, la valla del jardín forma parte del lucimiento de los artesanos. Está formada por un muro bajo de mampostería donde aparecen, por única vez a la obra del arquitecto, unas piezas cerámicas verdes entre las juntas (forma de encintado) y rematado en piezas cerámicas verdes y blancas. La reja de la valla es de forja trabajada con latigazo.
La reja de la terraza de primer piso tiene ya un aire claramente novecentista, con un diseño más sencillo y rectilíneo.

## Modificaciones
- La ampliación de 1912 hecha por el mismo Joaquim Raspall en la que se añadió un piso con balcón-terraza y la torre mirador.
- Una restauración de azulejos, vitrales y pavimentos interiores realizada entre 1988 y 1990.

## Galería de imágenes

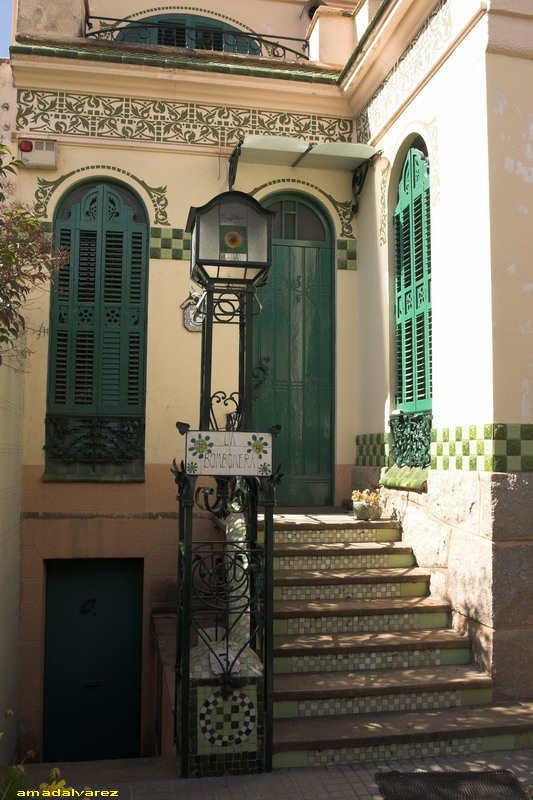
Puerta de acceso y farola
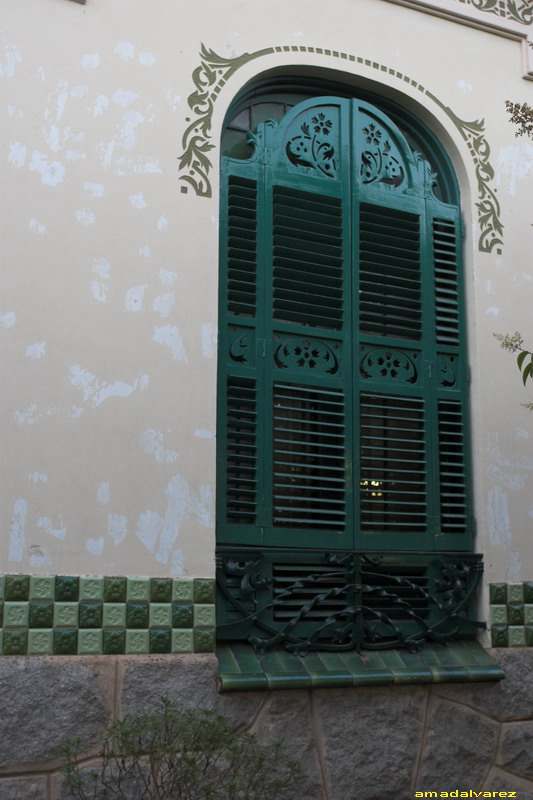
Ventana planta baja
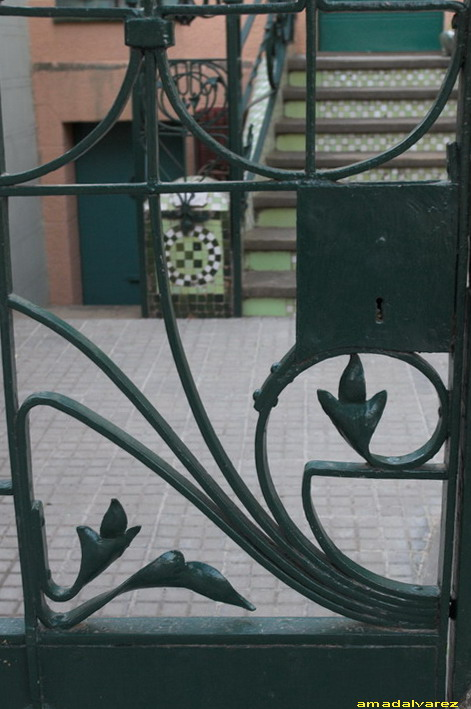
Detalle reja valla exterior
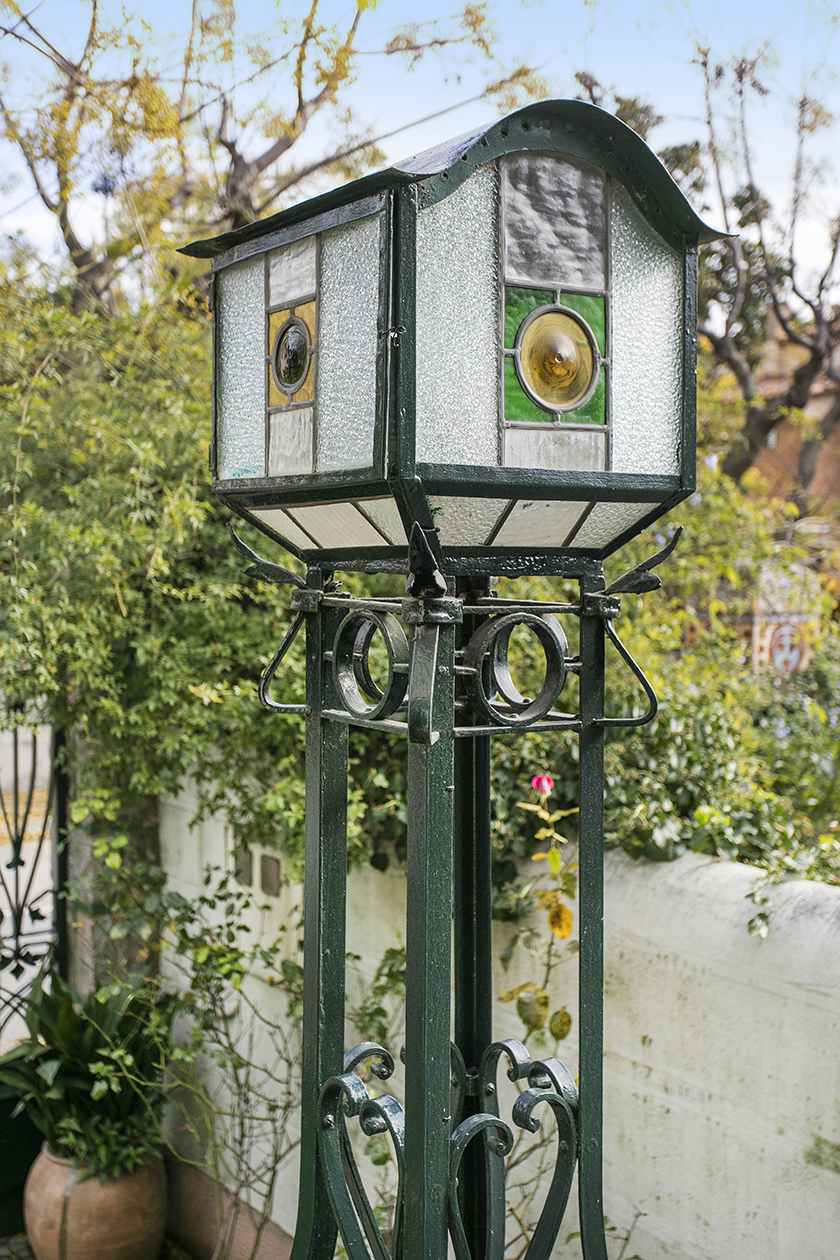
Farol entrada
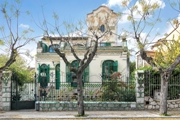
Vista general
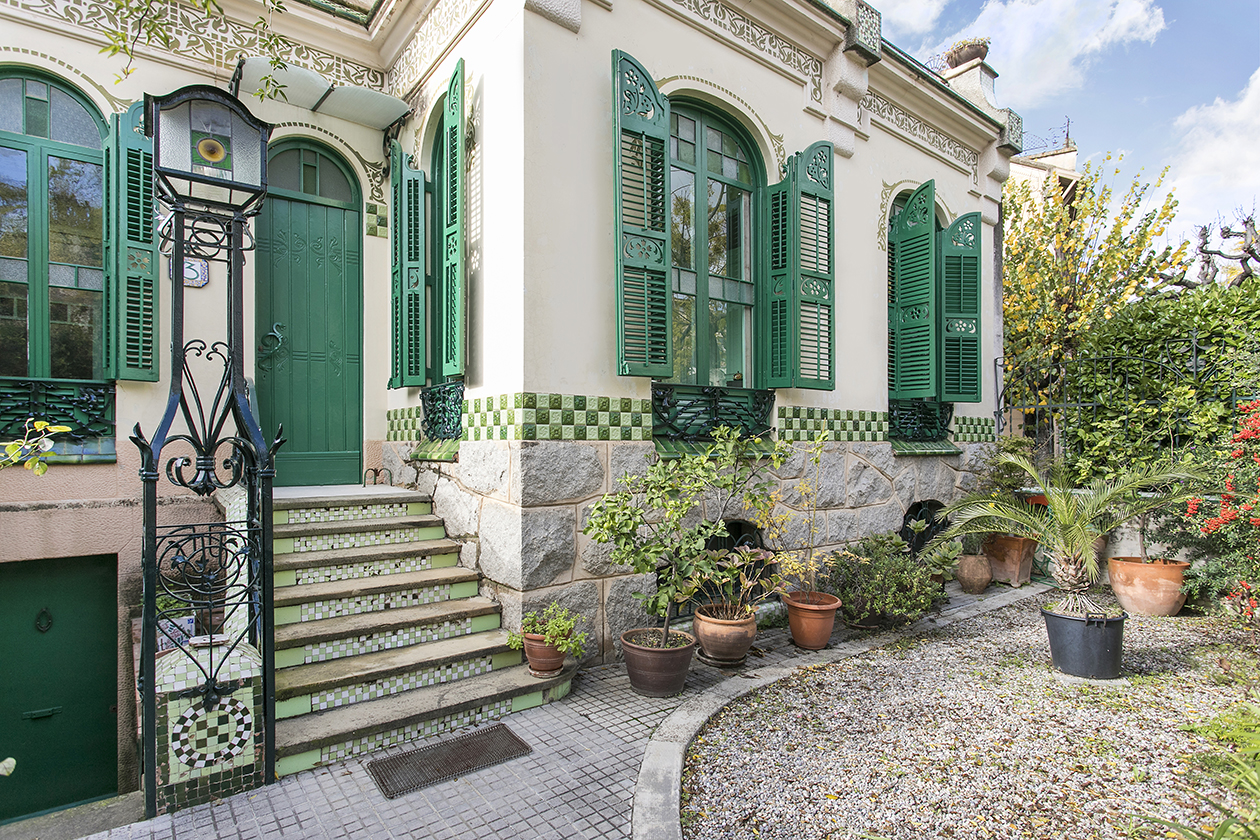
Entrada a la Bombonera
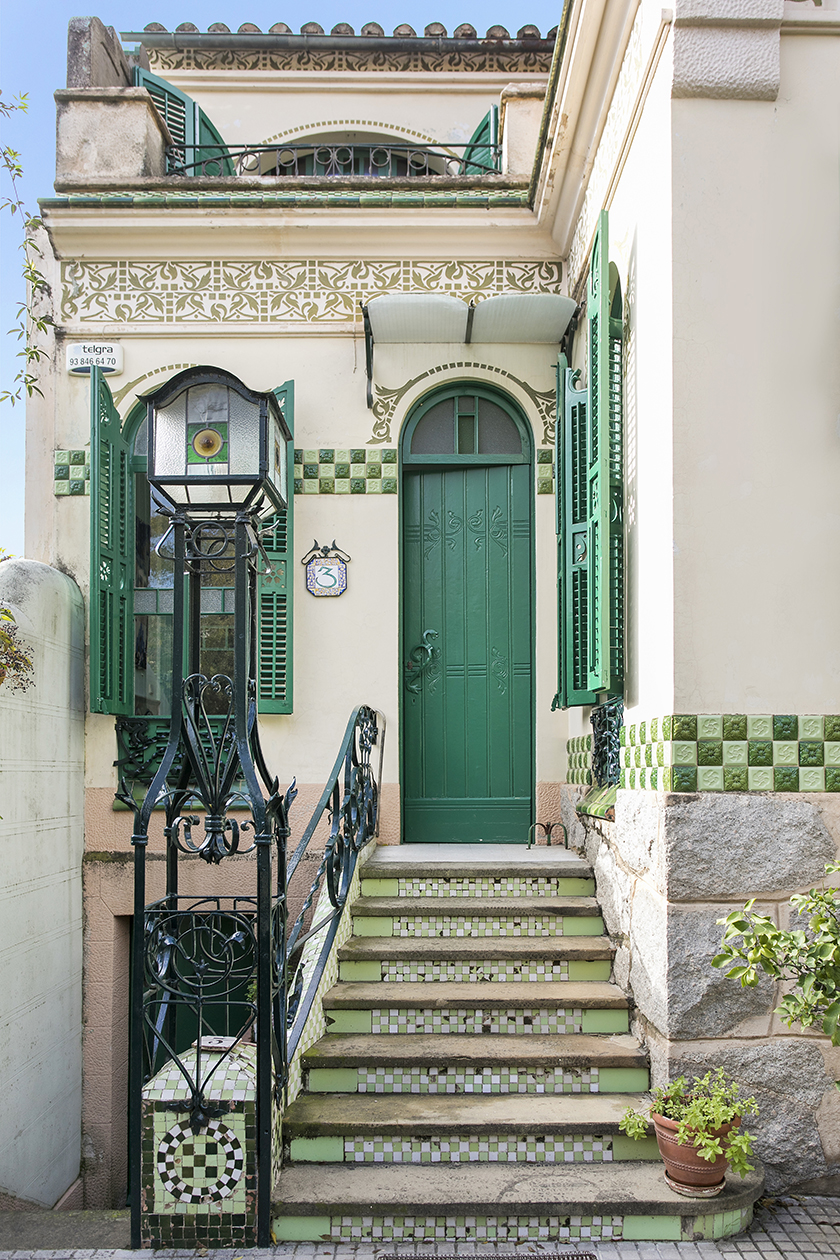
Escalera de acceso
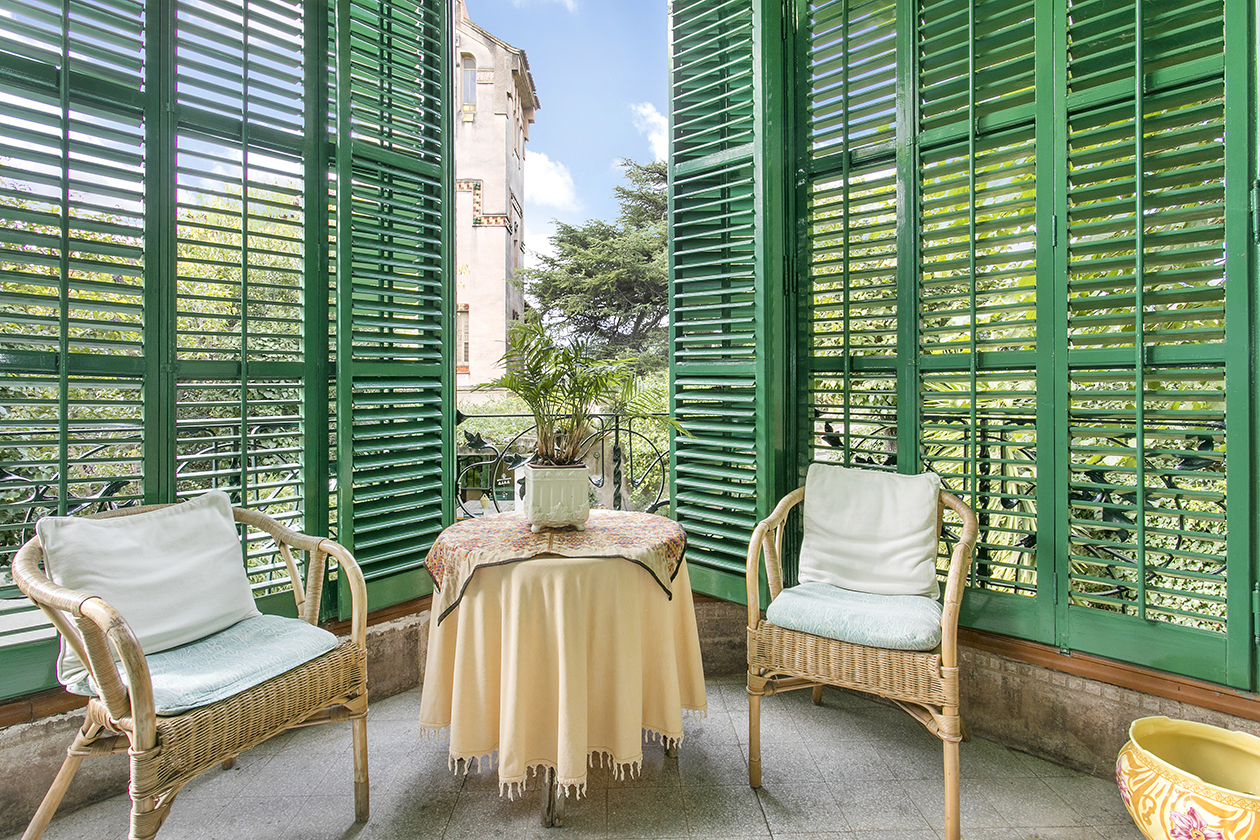
Galería
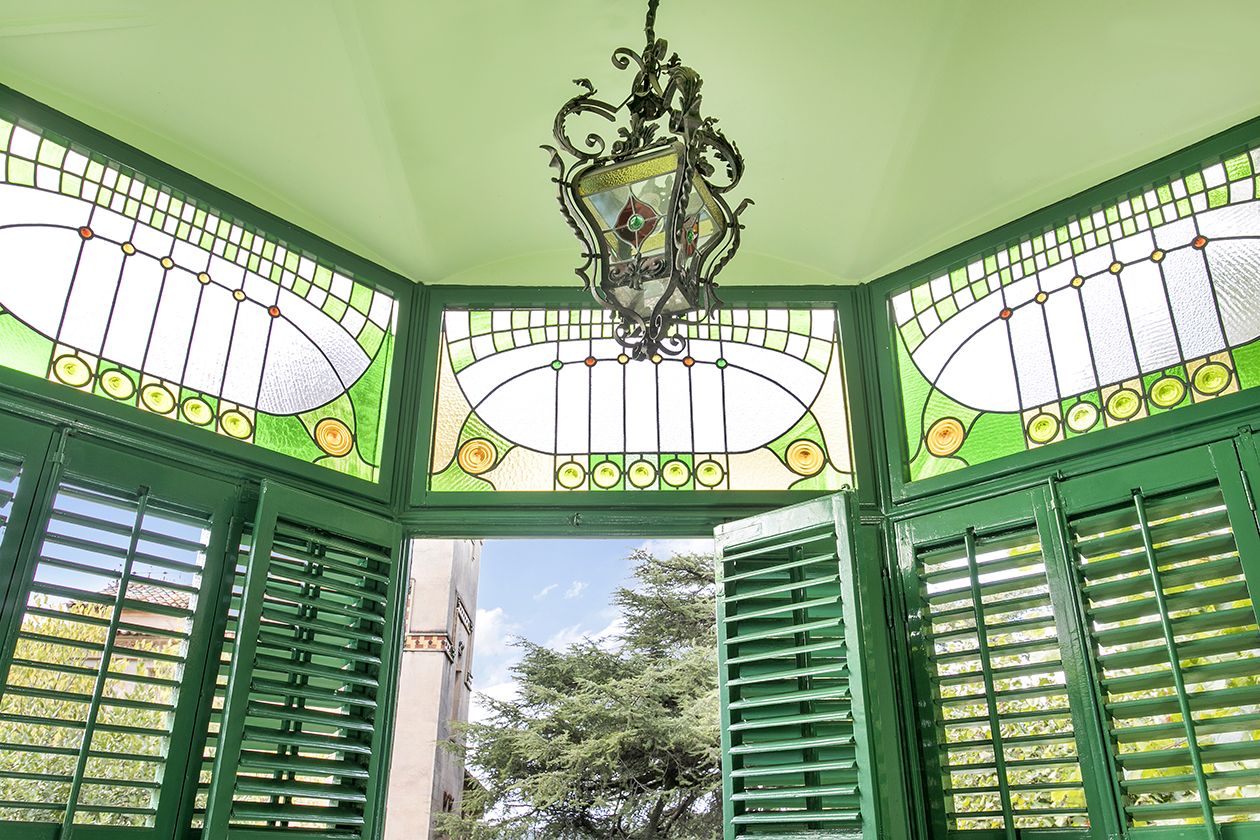
Cristales modernistas
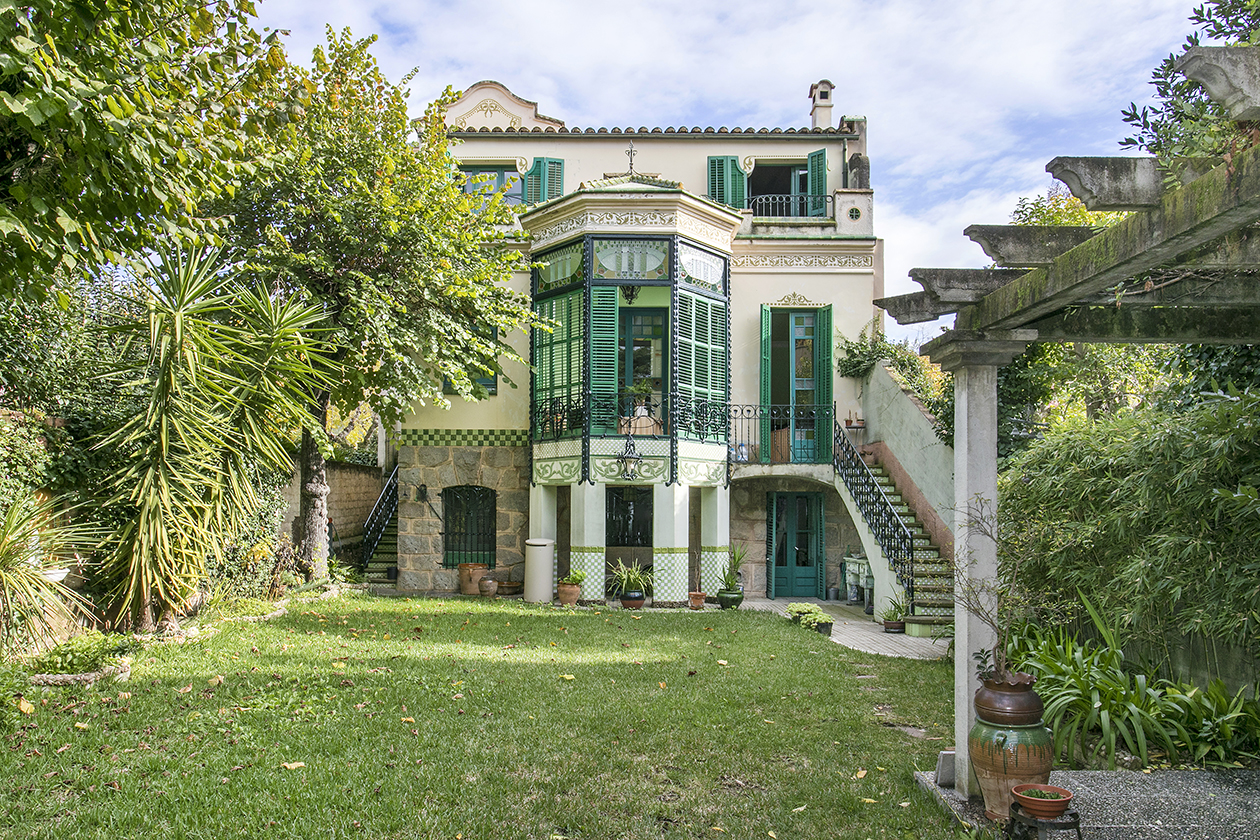
Fachada posterior
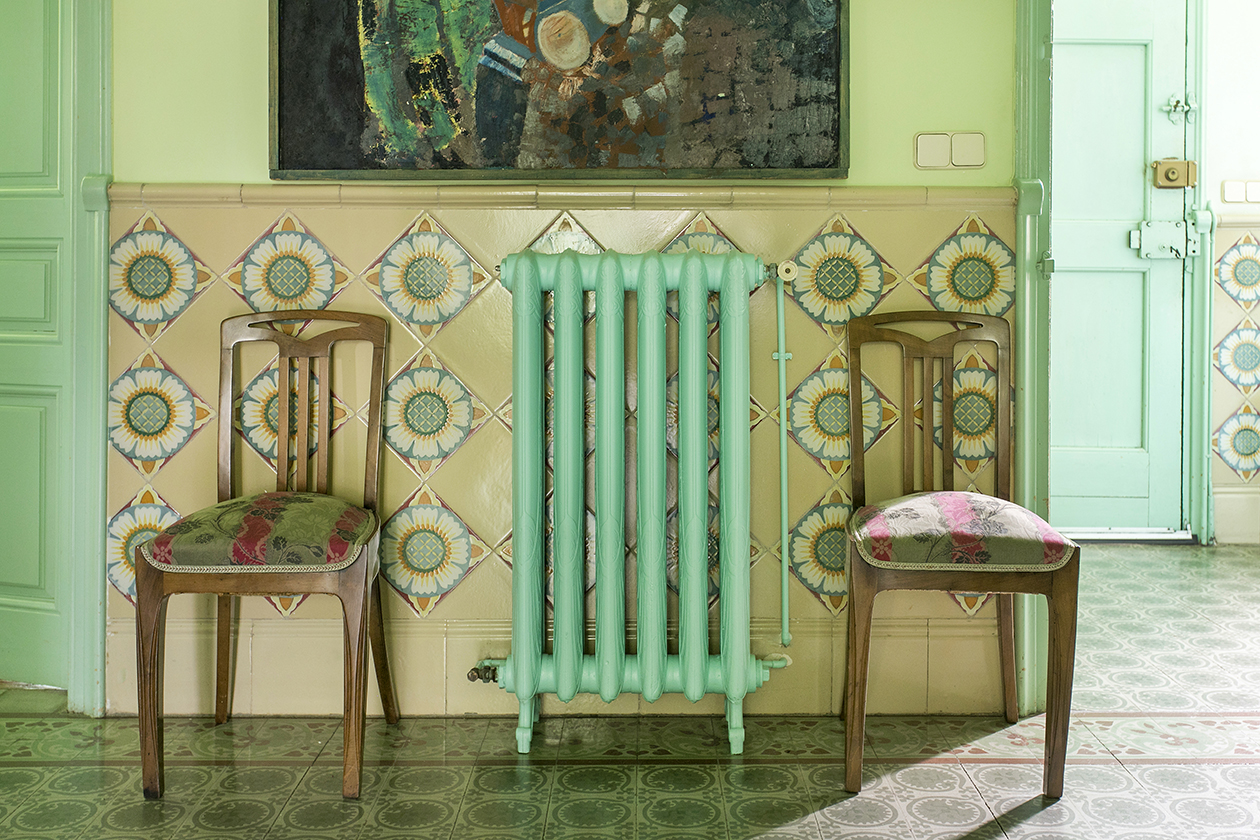
Interior
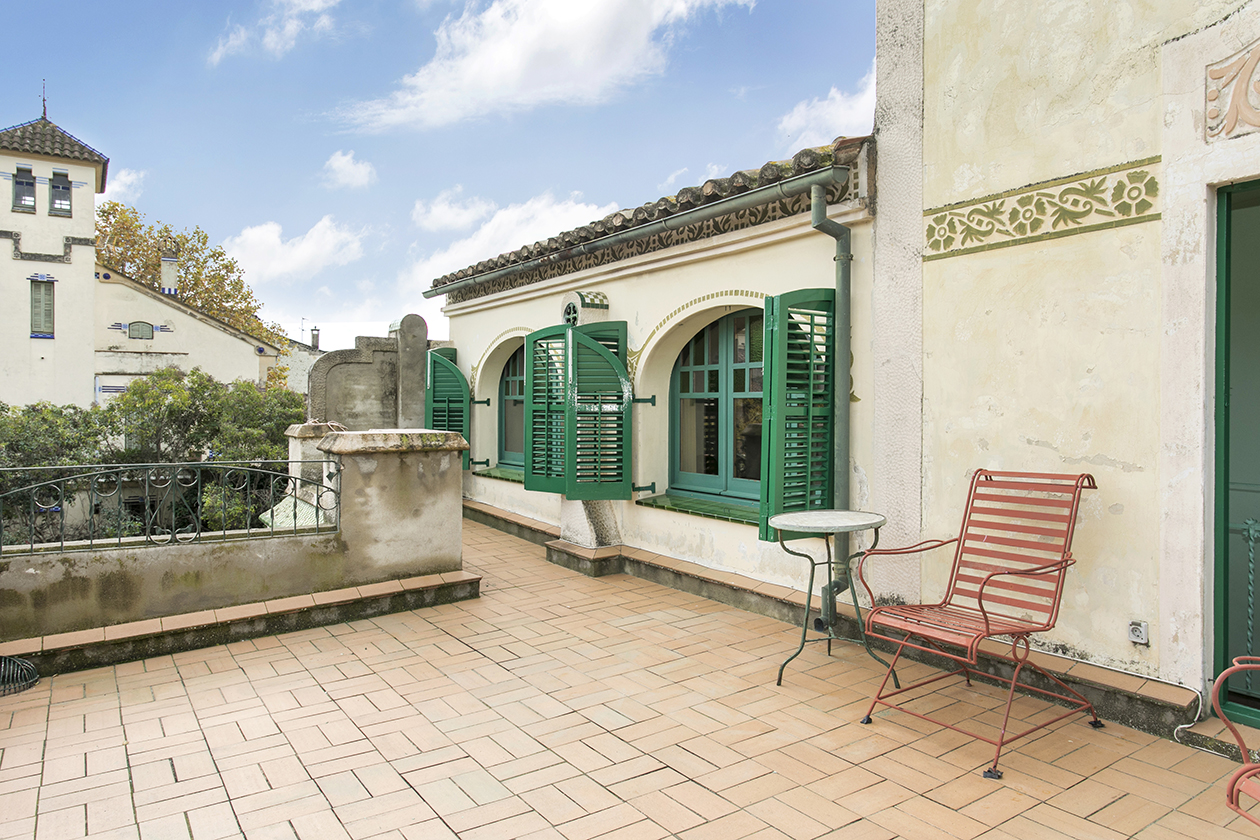
Terraza
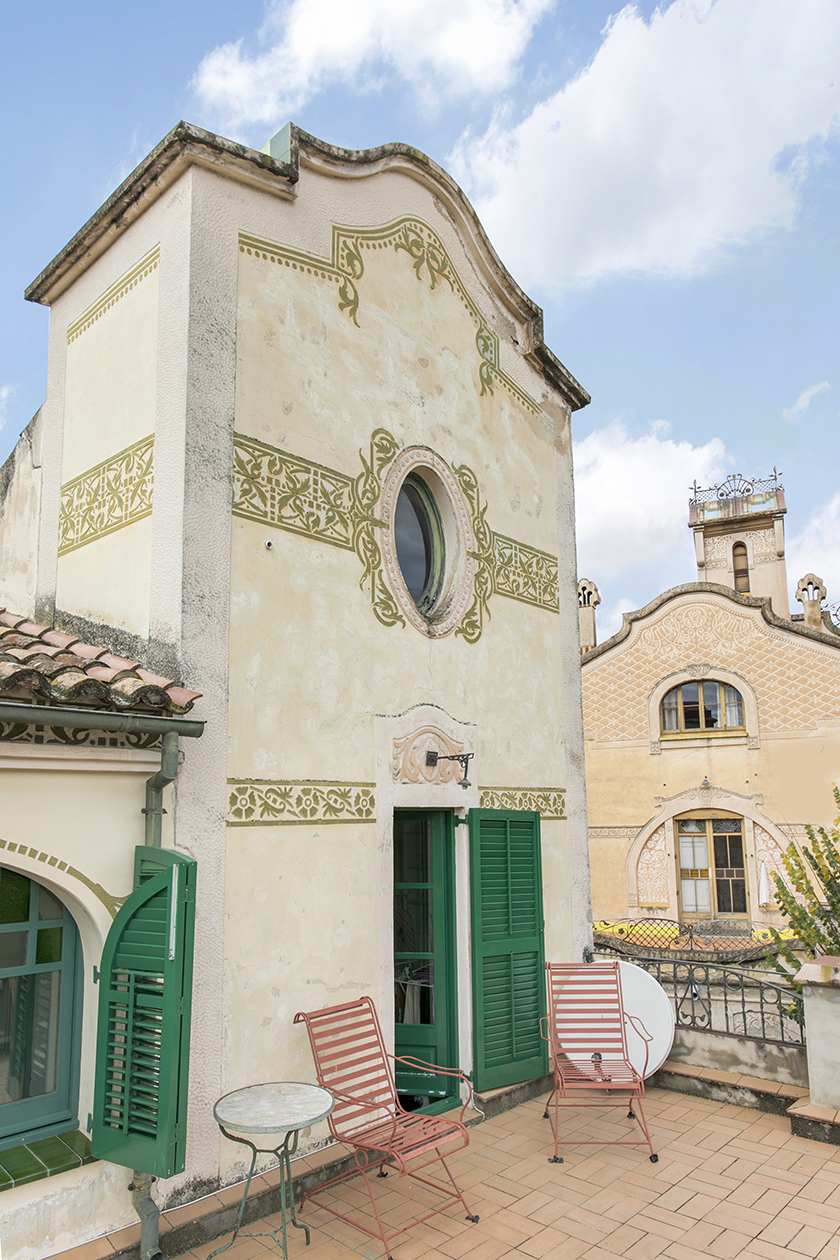